# CTL Maczki-Bór
CTL Maczki-Bór Spółka z o.o. (VKM: CTLMB) je polský manažer infrastruktury patřící do holdingu CTL Logistics. Společnost se zabývá především provozováním dráhy na vlastní železniční síti v Horním Slezsku, mezi další aktivity patří např. těžba písku. Sídlo společnosti je v Sosnovci.

## Provozování dráhy

### Železniční síť
Společnost spravuje část někdejší sítě tzv. pískových drah, které byly do roku 1990 spravovány státním podnikem Przedsiębiorstwo Materiałów Podsadzkowych Przemysłu Węglowego. Železniční síť společnosti zahrnuje železniční tratě o celkové délce 57 km, z toho 18 km tratí je dvoukolejných a 39 km jednokolejných. Na síti CTLMB leží dvě stanice (Bór Górny a Bór Dolny) a dalších devět dopravních stanovišť. Tratě CTLMB se nacházejí na katastrech měst Sosnovec, Jaworzno, Mysłowice, Katovice, Chořov, Świętochłowice a Ruda Śląska. Síť společnosti je napojena na železniční tratě provozovatelů dráhy PKP Polskie Linie Kolejowe a Infra SILESIA, dále pak na velký počet různých vleček.
Maximální rychlost na tratích CTLMB je 40 km/h, maximální nápravový tlak činí 210 kN pro lokomotivy a 205 kN pro železniční vozy.

### Dopravci na síti
95 % dopravních výkonů na síti CTLMB vykonávají dopravci CTL Train a DB Schenker Rail Rybnik, dalšími dopravci pak jsou PKP Cargo, CTL Logistics, DB Schenker Rail Polska, Nadwiślański Zakład Transportu Kolejowego a Południowy Koncern Węglowy. Pravidelně jsou tratě využívány pouze pro nákladní dopravu.
Za jízdu vlaků po síti CTLMB platí dopravci poplatek, jehož základní sazba činila v roce 2010 32,13 až 84,28 PLN (podle hrubé hmotnosti vlaku) za jeden vlakový kilometr. K tomuto poplatku mohou být vybírány další příplatky za dodatečné služby.

## Další aktivity
Mezi další aktivity společnosti patří především:
- těžba písku
- ukládání odpadů, zejména hlušiny z blízkých černouhelných dolů; společnost přitom využívá prostoru vytěžených pískových polí
- obsluha železničních vleček, obsluhuje např. vlečku elektrárny Połaniec
- opravy a údržba železničních vozidel
- opravy a údržba železničních tratí (prostřednictvím dceřiné společnosti CTL MB Service)